# Distretto di Çelikhan
Il distretto di Çelikhan (in turco Çelikhan ilçesi) è uno dei distretti della provincia di Adıyaman, in Turchia.